# Parafia św. Jacka w Sosnowcu
Parafia Świętego Jacka w Sosnowcu – rzymskokatolicka parafia, położona w dekanacie sosnowieckim - św. Barbary, diecezji sosnowieckiej, metropolii częstochowskiej w Polsce, erygowana w 1957 roku.
Administratorem parafii jest od 27 sierpnia 2024 ks. Mirosław Pasek.